# Albin Körösi

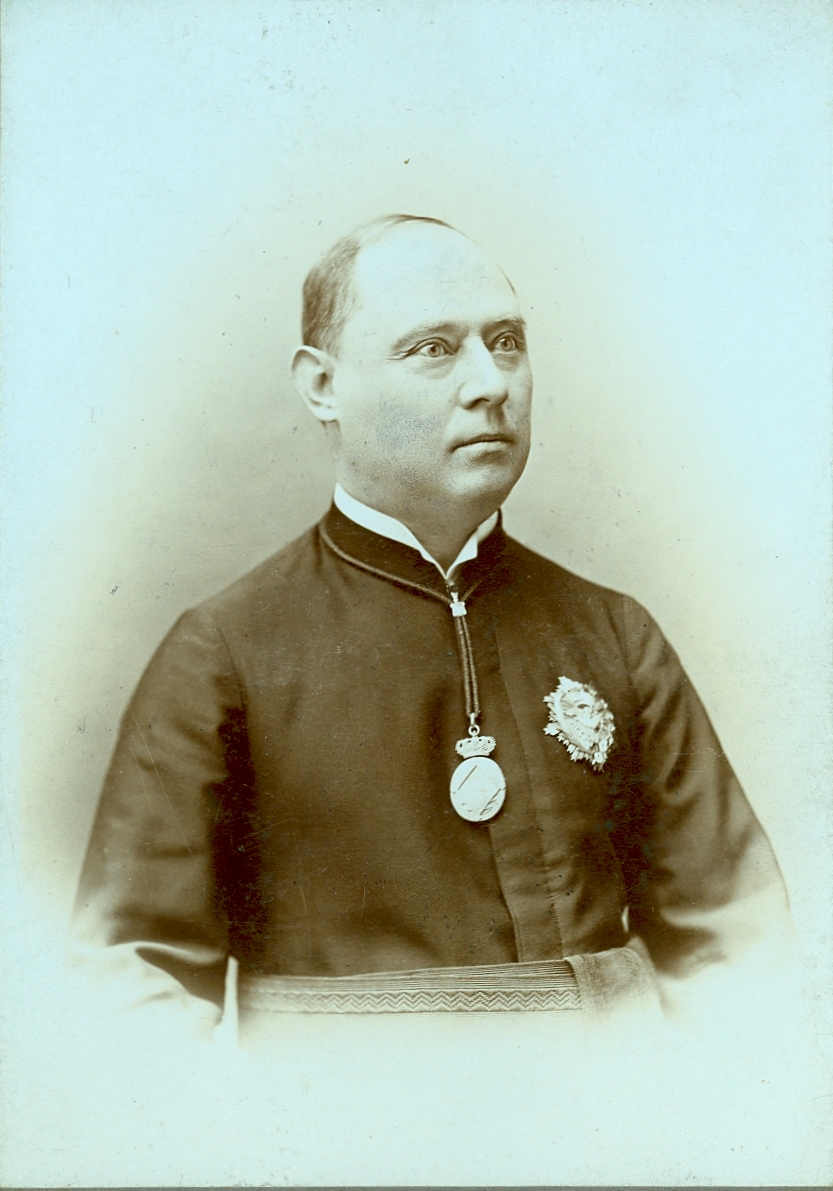
Albin Körösi (um 1910)

Albin Körösi   (* 16. Januar 1860 in Banská Štiavnica; † 8. April 1936 in Budapest) war ein ungarischer Romanist, Hispanist, Katalanist, Übersetzer und Literaturwissenschaftler.

## Leben
Pater Körösi (korrekte ungarische Graphie: Kőrösi) trat 1876 in den Orden der Piaristen ein, studierte an der Universität Budapest und machte 1885 Examen. Sein Lehrfach war ursprünglich naturwissenschaftlich. Er entwickelte sich  daneben zum wissenschaftlich bedeutenden Hispanophilen und Katalanophilen, zuerst durch zahlreiche Übersetzungen. So übersetzte er aus dem Katalanischen Víctor Balaguer, Miguel Costa i Llobera, Àngel Guimerà und Jacint Verdaguer. Ab 1901 war er korrespondierendes Mitglied der Königlichen Akademie Barcelona. 

Von 1912 bis 1922 war er an der Universität Budapest Dozent für Spanisch, später lehrte er an der Technischen Universität. Zu seinen Schülern zählte Oliver  Brachfeld.

Körösi war Kommandeur des Orden de Alfonso XII.

## Werke
- A XIX. század spanyol költöi (Quintana, Espronceda, Zorilla, Campoamor, Núñez de Arce, Ventua Ruiz Aguilera, Belmonte Müller), Budapest 1893
- (Hrsg.) A spanyol költészet gyöngyei, Budapest 1895
- (Hrsg.) José M. de Pereda, Az apja fia. Regény,   Budapest 1897
- (mit anderen) Spanyol téli esték. Verses legendák, Budapest 1901
- Egy magyar királyleány története. Istoria de la fiyla del Rey Dungria. Katalán-provencei legenda. Tanulmány az ó-román irodalom és dialectologia köréből, Budapest 1914
- Cervantes élete és művei. A költő egyetlen hiteles arcképével, Budapest 1918 [Cervantes. Leben und Werk]
- (mit Bole Kornel) Spanyol földön, útirajz, Budapest 1927
- A spanyol irodalom története, Budapest 1930 [Spanische Literaturgeschichte]
- A vallásbölcselet főkérdései, Budapest 1930